# Streptocarpus fenestra-dei
Streptocarpus fenestra-dei är en tvåhjärtbladig växtart som beskrevs av Weigend och T.J. Edwards. Streptocarpus fenestra-dei ingår i släktet Streptocarpus och familjen Gesneriaceae. Inga underarter finns listade i Catalogue of Life.